# Bruno Taffy
Bruno Nogueira Aguiar más conocido como Bruno Taffy es un jugador de fútbol sala brasileño que jugaba de ala-pívot en el Palma Futsal. Fue el MVP de la LNFS en la temporada 2015/16.

## Carrera
Bruno Taffy comenzó a jugar como pívot en Brasil, en el Atlético Mineiro hizo muy buenas temporadas y después fue fichado por el Santos FS. Durante todo este tiempo era aún muy joven, pero se veía que pintaba maneras. En 2012, llegó a España para jugar en el Palma Futsal. Allí, realizó buenas temporadas metiendo al club balear en playoff. Aquí marcó muchos goles y llegó a ser nombrado mejor jugador de la Liga Nacional de Fútbol Sala en su última temporada en el Associació Esportiva Palma Futsal. En 2016 fue fichado por el Inter Movistar, uno de los mejores clubes de España. En sus filas ganó numerosos títulos. En la temporada 2018-19 regresa a Palma Futsal, consiguiendo la 5ª plaza en temporada regular y alcanzando las semifinales en el playoff por el título.

## Clubes
- Atlético Mineiro
- Santos FS
- Palma Futsal (2012-2016)
- Inter Movistar (2016-2018)
- Palma Futsal (2018-2019)
- MFK Tyumen (2019-actualidad)